# F3システム

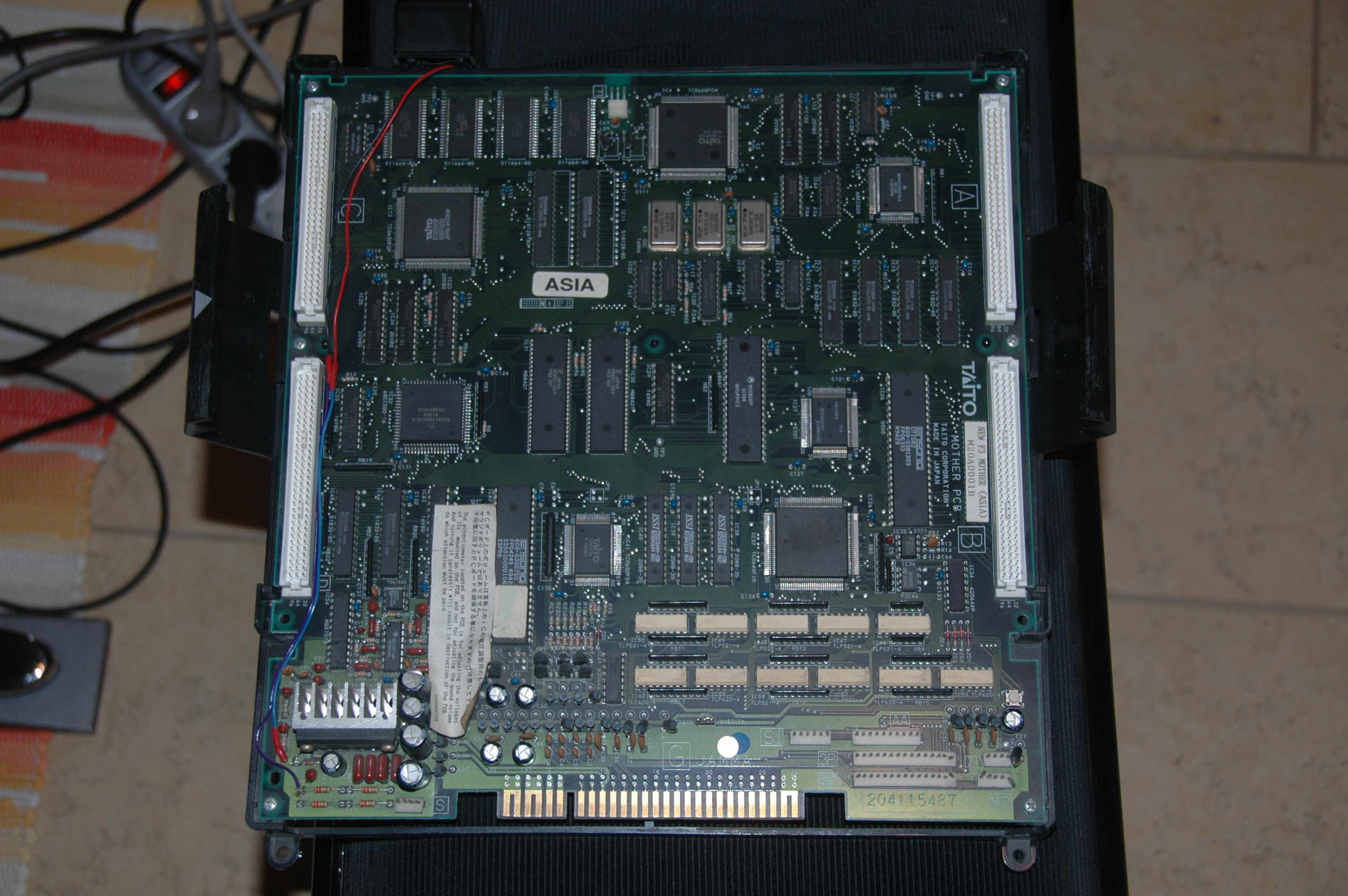
NEW F3システム

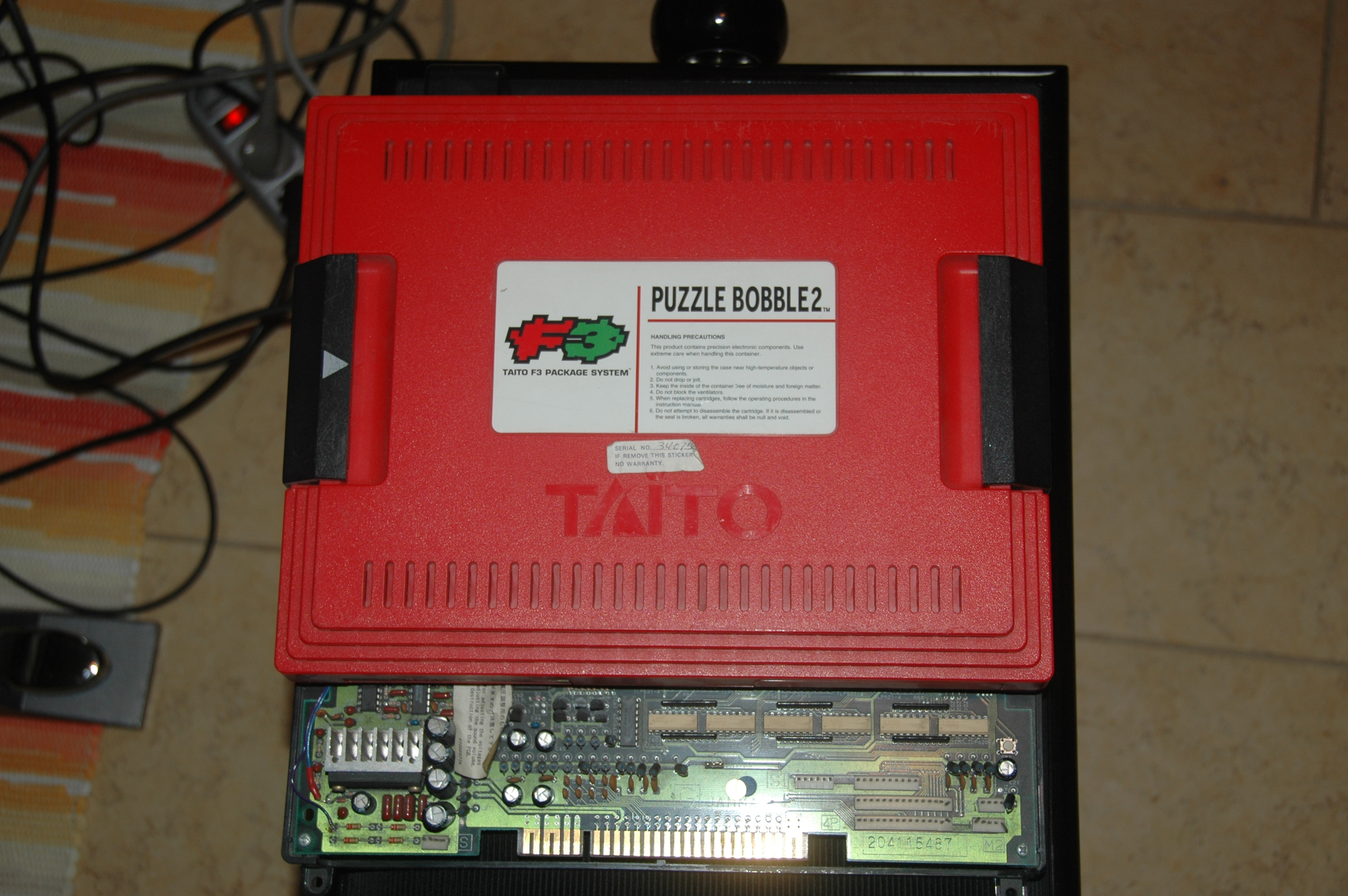
パズルボブル2接続の様子

F3システム(Taito F3 System)は、タイトーが開発したアーケードゲーム基板である。
ゲームの供給方法は当初、PCB上のROMソケットにROMチップが装着される、旧来の基板売り方式だった。のちに基板を「NEW F3システム」として再設計し、「F3パッケージシステム(英: F3 Package System)」と称するカセット式に変更された。F3パッケージシステム第一弾は『カイザーナックル』。
エンソニック社のサウンドチップ（同社の区分ではサンプラー、いわゆるPCM音源チップ）を搭載し、当時の他メーカーのシステム基板と比べて音源の性能が高いのが特徴。なお、このサウンドチップは、同時期にタイトーが開発した世界初の通信カラオケ「X2000」にも採用されている。
グラフィックも各BGレイヤやスプライトに柔軟なエフェクト機能が装備されている。代表的なものとして、半透明機能（αチャンネル）、サイズ無制限の拡大縮小機能など。

## スペック
- CPU : MC68EC020 @ 16MHz
- Sound CPU : MC68000 @ 16MHz
- Sound chip : ES5505 OTIS @ 16MHz
- Sound DSP Chip : ES5510
- Video resoution : 320×224

## 主なタイトル

### 1992年
- アラビアンマジック
- グリッドシーカー
- リングレイジ
- ライディングファイト

### 1993年
- ハットトリックヒーロー'93
- トップランキングスターズ
- リカルホーン

### 1994年
- カイザーナックル
- レイフォース
- ライトブリンガー
- ダライアス外伝
- バブルシンフォニー
- ハットトリックヒーロー'95

### 1995年
- クイズシアター3つの物語
- エレベーターアクションリターンズ
- 森口博子のクイズでヒューヒュー
- あっかんべぇだぁ〜
- パズルボブル2
- 逆鱗弾
- ついんくいっくす※ロケテストのみ

### 1996年
- 究極タイガーII
- バブルメモリーズ
- クレオパトラフォーチュン
- パズルボブル3

### 1997年
- アルカノイドリターンズ
- ぽっぷんぽっぷ
- きらめきスターロード♪イントロ倶楽部♪
- プチカラット

### 1998年
- パズルボブル4
- ランドメーカー